# イツァ語
イツァ語（イツァご、Itzaj, Itzaʼ, Itzá）は、グアテマラのペテン県中央部、ペテン・イツァ湖附近に住むイツァ族の言語。マヤ語族のユカテコ語群に属する。
UNESCOの危機に瀕する言語の分類では「極めて深刻な危機にある」(critically endangered)言語としている。

## 概要
イツァ語はペテン県の5つのムニシピオ（サン・ホセ (San José, El Petén) 、サン・アンドレス (San Andrés, El Petén) 、フローレス、サンタ・エレナ (Santa Elena, El Petén) 、サン・ベニト (San Benito, El Petén) ）で話される。
現在はサン・ホセにおいてわずかな年長者が話すのみであり、若い世代には伝えられていない。メキシコのチアパス州で話されるモチョ語と並んで消滅寸前の段階にある。

## 音声
ユカテコ語群の子音体系はどの言語でもほぼ同様である。
母音はユカテコ語が短母音a e i o uと長母音aa ee ii oo uuの10母音体系であるのに対し、イツァ語、モパン語、ラカンドン語では中舌狭母音ä [ɨ]が加わって11母音の体系になっている。歴史的には長母音が短くなり、歴史的に短いaがäに変化した。長母音は*Vhから新たに発生した。ユカテコ語と異なり、声調は存在しない。
語強勢は一般的に語根の最初または2番目の音節に置かれる。文強勢は最後の音節に置かれる。

## 文法
イツァ語は他のマヤ語と同様に能格言語であり、人称接辞にA型（能格）とB型（絶対格）の区別がある。また、ユカテコ語などと同様に相を条件とする分裂能格言語でもあり、完全相ではA型の接辞が他動詞の主語(A)、B型の接辞が他動詞の目的語(O)と自動詞の主語(S)を標示するが、不完全相では自動詞の主語がA型の接辞によって標示される。
1から5までの数詞は固有語を使うが、それより大きな数はスペイン語に置きかえられている。数詞の後について有生性や形状、単位を示す数分類詞（助数詞）が発達している。数分類詞は通常長母音を持つ。
基本的な語順はVOS型である。しかし焦点化された要素を動詞の前に置くことができる。

## 関連文献
- Academia de Lenguas Mayas de Guatemala; Comunidad Lingüística Itzaʼ (2001). Albʼäl xoknaʼat tʼan. Gramática descriptiva Itzaʼ. Guatemala: ALMG
- Hofling, Charles Andrew (1991). Itzá Maya texts with a grammatical overview. University of Utah Press. ISBN 9780874803594
- Hofling, Charles Andrew; Tesucún, Félix Ferdinando (1997). Itzaj Maya-Spanish-English Dictionary. University of Utah Press. ISBN 9780874805505
- Hofling, Charles Andrew; Tesucún, Félix Ferdinando (2000). Itzaj Maya Grammar. University of Utah Press. ISBN 9780874806663
- Hofling, Charles Andrew; Tesucún, Félix Ferdinando (2000). Tojtʼan Mayaʼ Itzaj: Diccionario Maya Itzaj-Castellano. Guatemala: Cholsamaj. ISBN 9789992253151